# Danny the Dog (Massive Attack)
Danny the Dog è una colonna sonora prodotta dai Massive Attack per l'omonimo film del 2005 diretto da Louis Leterrier, pubblicata nel 2004 dalla Virgin Records.
L'album non comprende il brano Aftersun, cantato da Dot Allison, presente durante i titoli di coda del film.
Nel 2005 la Virgin Records ha pubblicato una nuova versione dell'album con due tracce bonus.

## Tracce
1. Opening Title – 1:10
2. Atta Boy – 1:29
3. P Is for Piano – 1:57
4. Simple Rules – 1:20
5. Polaroid Girl – 2:59
6. Sam – 3:08
7. One Thought at a Time – 4:23
8. Confused Images – 1:59
9. Red Light Means Go – 2:04
10. Collar Stays On – 1:51
11. You've Never Had a Dream – 2:46
12. Right Way to Hold a Spoon – 3:19
13. Everybody's Got a Family – 1:29
14. Two Rocks and a Cup of Water – 2:32
15. Sweet Is Good – 1:33
16. Montage – 1:54
17. Everything About You Is New – 2:25
18. The Dog Obeys – 2:19
19. Danny the Dog – 5:53
20. I Am Home – 4:14
21. The Academy – 1:45

Tracce bonus
1. Baby Boy – 3:28
2. Unleash Me – 2:36